# Thomas Horn
Thomas Horn (São Francisco (Califórnia), 14 de dezembro de 1997) é um ator mais conhecido por atuar no filme Extremely Loud and Incredibly Close.

## Vida
Em 2010, Horn ganhou o Jeopardy!, durante a Week Kids, ganhando 31 800 dólares depois de apostar 12 mil dólares durante o final do Jeopardy!. O produtor Scott Rudin estava entre os espectadores impressionados com Horn, posteriormente, oferecendo-lhe uma audição para o papel de Oskar Schell em Extremely Loud and Incredibly Close. O desempenho de Horn no filme foi elogiado pela crítica por causa "da sua sensibilidade e profundidade emocional".